# شاطئ لوفينا

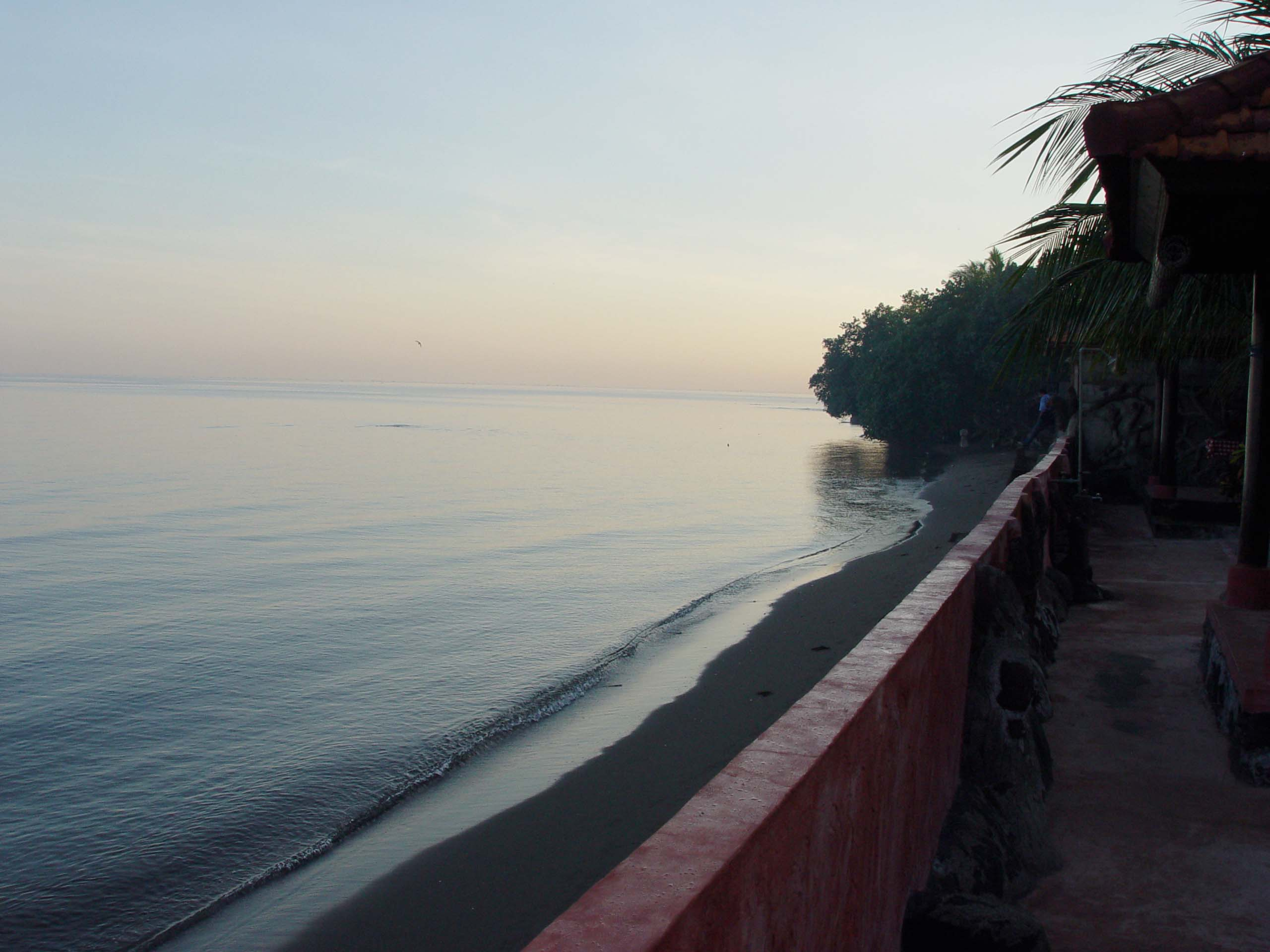
شاطئ لوفينا عند الفجر

شاطئ لوفينا في كثير من الأحيان يسمى اختصارا لوفينا (بالإندونيسية: Pantai Lovina) هي منطقة ساحلية على الجانب الشمالي الغربي من جزيرة بالي في إندونيسيا.

## الوصف
يمتد الشريط الساحلي من مسافة 5 كم غرب مدينة سنغاراجا إلى 15 كم إلى الغرب من المدينة. تعد مدينة سينجاراجا مقر منطقة بوليلينج ريجنسي. تحتوي منطقة لوفينا على قرى صغيرة من الشرق إلى الغرب: بيمارون وتوكاد منغا وأنتوران وبانيواليت وكاليبوكبوك وكالياسم وتيموكوس. أصبح الشاطئ أكثر شعبية لدى السياح، لكنه لا يزال أكثر هدوءًا من المناطق السياحية في الجانب الجنوبي للجزيرة.
تأخذ المنطقة اسمها من منزل يملكه باندجي تيسنا (1908-1978)، وهو ريجنسي بوليلينج ورائد السياحة إلى بالي في أوائل الخمسينيات. تشمل الأنشطة الشهيرة للزوار الغوص والغطس ورحلات القوارب في الصباح الباكر قبالة الساحل لمشاهدة الدلافين. تستمر رحلات مشاهدة الدلافين هذه عادةً حوالي ساعتين، وتتكلف عمومًا في أي مكان ما بين 60 - 250 ألف روبية إندونيسية، أو حوالي 5 إلى 20 دولارًا أمريكيًا.